# Институтский проспект
Институ́тский проспект — улица в Выборгском районе Санкт-Петербурга. Проходит от Новороссийской улицы до проспекта Тореза. Далее продолжается улицей Курчатова.

## История
В 1811 году в северные окрестности Петербурга было переведено Царскосельское лесное училище. Расположенное в постройках бывшей английской фермы, учебное заведение сначала называлось Форст-институтом (от немецкого «Форст» — лес), а затем, с 1814 года, — Лесным институтом. Проспект, начинавшийся от построек Лесного института, получил название Институтский, а вся местность — Лесной. Во второй половине XIX века проспект назывался Большим проспектом Лесного и проходил от Новосильцевской улицы до Малой Объездной улицы. В начале XX века на Институтском проспекте, в доме 23 открылось Коммерческое училище Общества распространения коммерческого и художественно-промышленного образования.

Церковь апостолов Петра и Павла у Круглого пруда. Начало XX века

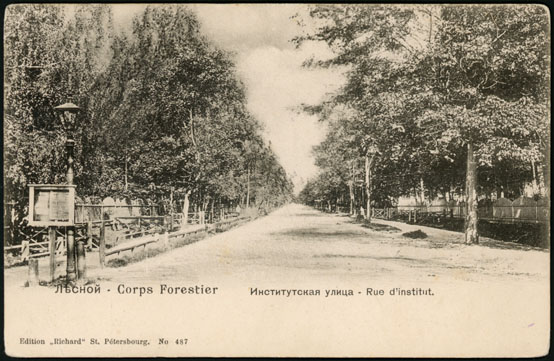
Вид Институтского проспекта в Лесном корпусе. Начало XX века

До начала XX века в Лесном не было приходской церкви. В 1900 году было получено разрешение возвести у Круглого пруда на пересечении 2-го Муринского и Институтского проспектов каменный храм, а так как постройка каменной церкви обычно длится долго, то решено было сначала построить временный деревянный храм. 17 июня 1901 года церковь была освящена во имя апостолов Петра и Павла. 9 августа 1935 года церковь закрыли по решению Президиума ВЦИК. Вскоре здание было разобрано, а Круглый пруд засыпан.
16 января 1964 года участок Малой Объездной улицы от Институтского проспекта до проспекта Тореза включен в состав Институтского проспекта.

## Трассировка
- Проспект начинается от Новороссийской улицы
- пересекает упразднённую Песочную улицу
- пересекает проспект Пархоменко
- пересекает 2-й Муринский проспект
- пересекает Аллею Академика Лихачёва, ранее называвшуюся Лесной улицей
- слева остается сквер и зона отдыха у Серебряного пруда
- слева вливается Малая Объездная улица, а проспект делает изгиб вправо
- проспект доходит до проспекта Тореза и имеет продолжение в виде улицы Курчатова.

## Достопримечательности
- Исторические здания и парк Лесотехнической академии (в начале проспекта);
- дом № 8 — Дворец бракосочетаний Выборгского района (архитектор Б. Г. Устинов);
- дом № 18, литера А — особняк М. К. Тахтарева[1];
- дом № 21 — Особняк известного русского натуралиста и естествоиспытателя Д. Н. Кайгородова (1846—1924), построенный под руководством его брата, архитектора Ивана Никифоровича Кайгородова. Проект фасадов разработал инженер П. П. Маресев[2]. В настоящее время принадлежит ФБУ «Санкт-Петербургский НИИ лесного хозяйства».

## Транспорт
Ближайшая станция метро — «Площадь Мужества».
- Троллейбус № 34
- Автобус № 94